# São Cristóvão (miasto)
São Cristóvão – miasto w Brazylii, w stanie Sergipe. W 2010 roku liczyło 66 665 mieszkańców. Znajdujący się w jego centrum plac São Francisco wpisany jest na listę światowego dziedzictwa UNESCO. Miasto jest siedzibą gminy.